# 瑞藏库尔
瑞藏库尔（法語：Juzancourt，法語發音：[ʒyzɑ̃kuʁ]）是法国阿登省的一个旧市镇，属于勒泰勒区。1971年，瑞藏库尔并入市镇阿斯费尔德。

## 地理
瑞藏库尔（49°29'21.99"N, 4°6'47.89"E）面积，位于法国大東部大區阿登省，该省份为法国北部内陆省份，西接埃纳省，南至马恩省，东临默兹省，北与比利时接壤。
瑞藏库尔的时区为UTC+01:00、UTC+02:00（夏令时）。

## 行政
瑞藏库尔的邮政编码为，INSEE市镇编码为08241。

## 人口
瑞藏库尔于1968年3月1日时的人口数量为140人。